# ヘンリー郡 (アラバマ州)
ヘンリー郡（英: Henry County）は、アメリカ合衆国アラバマ州の南東部に位置する郡である。2010年国勢調査での人口は17,302人であり、2000年の16,310人から6.1%増加した。郡庁所在地はアベビル市（人口2,688人）であり、同郡で人口最大の都市はヘッドランド市（人口4,510人）である。郡名は著名な弁論家でありバージニア州知事を務めたパトリック・ヘンリーに因んで名付けられた。
ヘンリー郡はドーサン大都市圏に属している。

## 歴史
ヘンリー郡は1819年12月13日にアラバマ準州議会によって設立された。その領域は昔からローワー・クリーク連邦の一部であり、その前の数千年間は様々な先住民族の文化が栄えていた。1814年のジャクソン砦条約でクリーク戦争を終わらせ、クリーク族インディアンからアメリカ合衆国に割譲されたものだった。郡設立はアラバマが州になる前日だった。1833年、アベビルが郡庁所在地に指定された。
ヘンリー郡の創設時は州内最大の郡であり、現在のバーバー郡、コフィー郡、コビントン郡、クレンショー郡、デイル郡、ジェニーバ郡、ヒューストン郡、パイク郡の領域全てを含んでいた。最新の郡であるヒューストン郡が1903年に作られると、ヘンリー郡は面積最少の郡になった。
1814年以降開拓者の開発したフランクリンが、クリーク族領土では最初のヨーロッパ系アメリカ人による開拓地となった。チャターフーチー川沿いにあったアベビルが川港として機能した。当初のヘンリー郡領域はアラバマ・ワイアグラス地域に入っていた。

## 地理
アメリカ合衆国国勢調査局に拠れば、郡域全面積は568.33平方マイル (1,472.0 km2)であり、このうち陸地561.80平方マイル (1,455.1 km2)、水域は6.53平方マイル (16.9 km2)で水域率は1.15%である。

### 主要高規格道路
- アメリカ国道431号線
- アラバマ州道10号線
- アラバマ州道27号線
- アラバマ州道95号線

### 隣接する郡
- バーバー郡 - 北
- クレイ郡 (ジョージア州) - 北東
- アーリー郡 (ジョージア州) - 南東
- ヒューストン郡  - 南
- デイル郡 - 西

## 人口動態
以下は2000年の国勢調査による人口統計データである。
| 基礎データ - 人口: 16,310人 - 世帯数: 6,525 世帯 - 家族数: 4,730 家族 - 人口密度: 11人/km2（29人/mi2） - 住居数: 8,037軒 - 住居密度: 6軒/km2（14軒/mi2） 人種別人口構成 - 白人: 65.67% - アフリカン・アメリカン: 32.30% - ネイティブ・アメリカン: 0.21% - アジア人: 0.06% - 太平洋諸島系: 0.02% - その他の人種: 1.00% - 混血: 0.74% - ヒスパニック・ラテン系: 1.53% | 年齢別人口構成 - 18歳未満: 24.1% - 18-24歳: 8.4% - 25-44歳: 25.7% - 45-64歳: 25.5% - 65歳以上: 16.4% - 年齢の中央値: 39歳 - 性比（女性100人あたり男性の人口） - 総人口: 90.6 - 18歳以上: 86.2 世帯と家族（対世帯数） - 18歳未満の子供がいる: 30.5% - 結婚・同居している夫婦: 53.9% - 未婚・離婚・死別女性が世帯主: 14.7% - 非家族世帯: 27.5% - 単身世帯: 25.3% - 65歳以上の老人1人暮らし: 12.3% - 平均構成人数 - 世帯: 2.47人 - 家族: 2.95人 | 収入と家計 - 収入の中央値 - 世帯: 30,353米ドル - 家族: 36,555米ドル - 性別 - 男性: 29,189米ドル - 女性: 20,827米ドル - 人口1人あたり収入: 15,681米ドル - 貧困線以下 - 対人口: 19.1% - 対家族数: 14.5% - 18歳未満: 27.0% - 65歳以上: 20.6% |

## 都市と町

### 都市
- アベビル - 郡庁所在地
- ドーサン（一部はデイル郡とヒューストン郡）
- ヘッドランド

### 町
- ヘイルバーグ
- ニュービル

### 未編入の町
- バーンズ
- キャップス
- ブラウンタウン
- スネルズ